# Eduard Zorn
Pour les articles homonymes, voir Zorn (homonymie).
Eduard Zorn (8 août 1901 à Munich - 4 février 1945 à Colmar) est un Generalmajor allemand qui a servi au sein de la Heer dans la Wehrmacht pendant la Seconde Guerre mondiale.
Il est récipiendaire de la croix de chevalier de la croix de fer avec feuilles de chêne à titre posthume. La croix de chevalier de la croix de fer et son grade supérieur, les feuilles de chêne, sont attribuées pour récompenser un acte d'une extrême bravoure sur le champ de bataille ou un commandement militaire avec succès.

## Biographie
Eduard Zorn est tué le 4 février 1945 dans la poche de Colmar. Il est promu à titre posthume Generalmajor et décoré des feuilles de chêne de sa croix de chevalier.

## Décorations
- Croix de fer (1939)
  - 2e classe
  - 1re classe
- Médaille du front de l'Est
- Insigne de combat d'infanterie
- Croix de chevalier de la croix de fer avec feuilles de chêne
  - Croix de chevalier le 25 décembre 1944 en tant que Oberst i.G. et commandant de la 189. Infanterie-Division[1]
  - 739e feuilles de chêne le 16 février 1945 en tant que Oberst i.G. et commandant de la 189. Infanterie-Division[2]